# بئر إبراهيم
بئر إبراهيم هو موقع سياحي يقع على ضفة وادي بئر السبع، على مشارف مدينة بئر السبع القديمة. يتعلّق هذا الموقع بشخصية إبراهيم الخليل"الأب الروحي للديانات الإبراهيمية الثلاث"، وبه بئر مياه قديم مرتبط به. تمثل بئر إبراهيم الخليل تقليدًا طويل الأمد لمصدر المياه الحية في وادي بئر السبع، باعتباره مكان اجتماع ورمز لأخوة وصداقة بدو الصحراء. وصفه إدوارد روبنسون عام 1838، بأنه قام شيخ محلي ببناء منزل فوق البئر.

## لمحة تاريخية
منذ عهود بعيدة تُنسب بئر إبراهيم إلى زمن الأنبياء القُدماء، وحسب التقاليد فإن البئر مرتبطة بإبراهيم الخليل. وعند تأسيس مدينة بئر السبع مدينة بئر السبع في العصر العثماني أدرِجَت البئر ضمن مداخل المدينة، وهي ما تُعرف اليوم  بالبلدة القديمة. في القرن التاسع عشر، اكتشف عالما الآثار إدوارد روبنسون وهنري تريسترام أن عمر البئر يزيد عن ألف عام، وكانت موجودة بالفعل في بداية الفترة الصليبية. ومن الأشياء التي عُثِرَ عليها في الحفريّات كتابة محفورة على الحجر باللغة العربية، يعود تاريخها إلى عام 1112 م. في عام 1948، وبعد احتلال بئر السبع ضمن عملية يوآف، تُركت بئر إبراهيم كموقع أثري عام. وقامت بلدية بئر السبع بتطوير المنطقة المحيطة بالبئر، وأضافت رصيفًا للساحة المؤدّية إليها، وأحاطتها بسور. افتُتِحَ في أكتوبر 2013 مركز للزّوار في الموقع، الذي يحكي قصة  قصّة إبراهيم الخليل بواسطة الوسائل التكنولوجية.  

## الجغرافيا والأوصاف
يضم الموقع آبارًا متباعدة بعض الشيء، وكانت تسمى بلغة السكان المحليين: "سواقي"، وصفها إدوارد روبنسون بأنها دائرية محفورة بالحجارة الصلدة. يبلغ قطر الأكبر منها "بئر إبراهيم" 12 قدمًا ونصف، ويبلغ عمقها 44 قدمًا ونصف، محفور في الصخر الصلب،البئر الآخر يقع خمسة وخمسون قضيبًا WSW ،ويبلغ قطره خمسة أقدام وعمقه 42 قدمًا، الماء في كليهما نقي وحلو، وبوفرة كبيرة.
  على الجانب الجنوبي من البئر الكبير،هناك حجر عليه نقش باللغة العربية، على لوح مؤرخ، كما يمكنني رسمه، 505 هـ،أو في القرن الثاني عشر.